# 渤海早报
《渤海早报》，是由今晚传媒集团于2008年9月1日主办的综合类日报。
《渤海早报》由今晚传媒集团主办，环渤海地区经济联合市长联席会办公室协办。于2008年9月1日创刊。为4开48版，全彩色印刷，主要辐射面为天津等环渤海城市。2018年1月1日起，报纸停刊。